# Novînî, Iavoriv
Novînî (în ucraineană Новини) este un sat în comuna Zalujjea din raionul Iavoriv, regiunea Liov, Ucraina.

## Demografie
Componența lingvistică a localității Novînî
     Ucraineană (100%)
Conform recensământului din 2001, toată populația localității Novînî era vorbitoare de ucraineană (100%).